# Serbische Männer-Handballnationalmannschaft
Die serbische Männer-Handballnationalmannschaft (serbisch Рукометна репрезентација Србије Rukometna reprezentacija Srbije) repräsentiert den Handballverband Serbiens als Auswahlmannschaft auf internationaler Ebene bei Länderspielen im Handball gegen Mannschaften anderer nationaler Verbände.

## Geschichte
Die Mannschaft wird sowohl von der Internationalen- (IHF) als auch von der Europäischen Handballföderation (EHF) als direkter Nachfolger der serbisch-montenegrinischen Handballnationalmannschaft, die zuvor von 1992 bis 2003 als Bundesrepublik Jugoslawien antrat, behandelt. Seit 2006 ist der Verband Rukometni Savez Srbije (RSS) Mitglied der EHF und der IHF. 
Größter Erfolg der serbischen Auswahl ist der Gewinn der Silbermedaille bei der Europameisterschaft 2012 im eigenen Land. Damit qualifizierte sie sich zum bisher einzigen Mal für die Olympischen Sommerspiele. Bei den Mittelmeerspielen gewann die Mannschaft 2009 die Gold- und 2022 die Bronzemedaille.

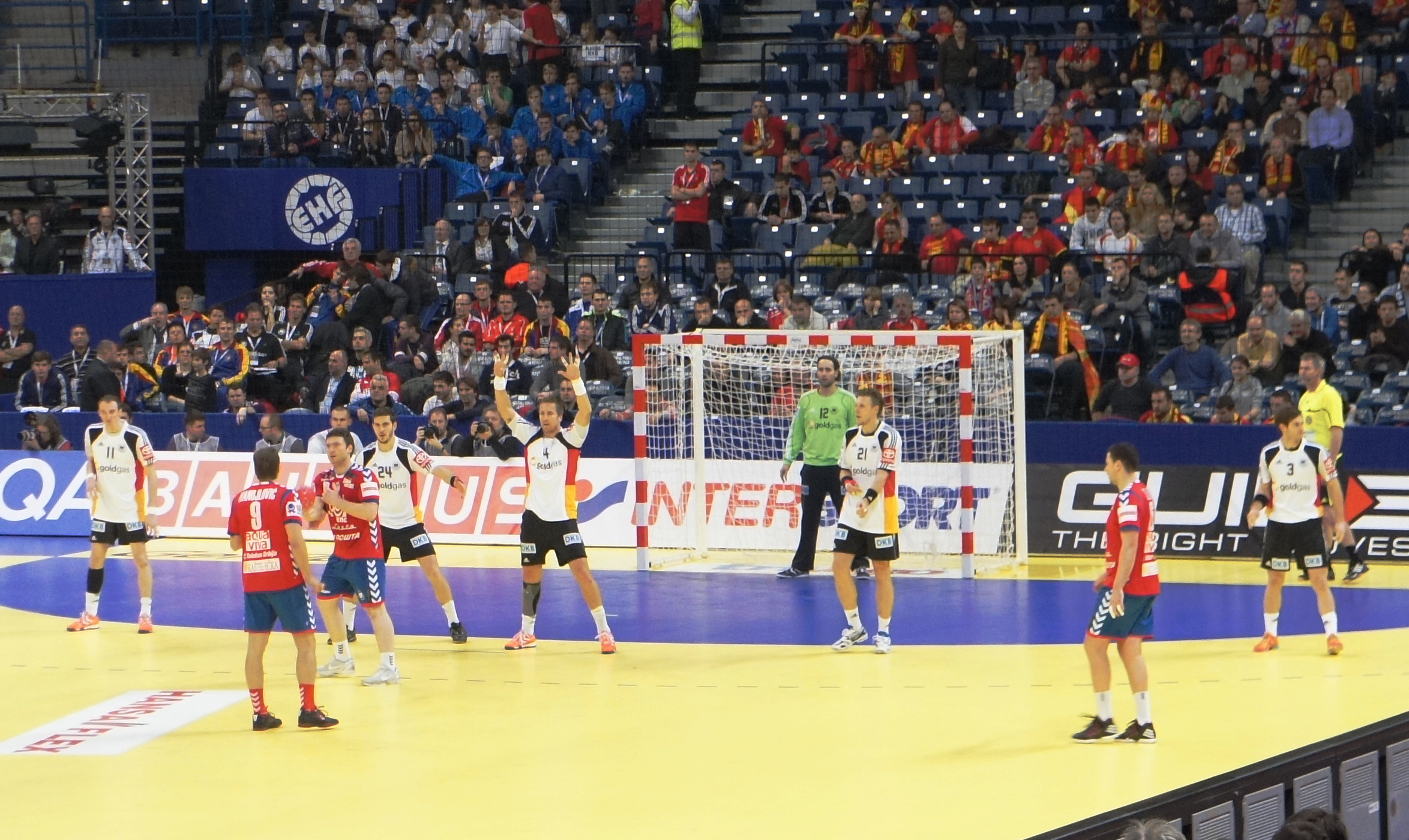
Momentaufnahme eines Freiwurfs im Spiel Serbien gegen Deutschland, bei der Europameisterschaft am 21. Januar 2012 in der Belgrad-Arena

## Internationale Großereignisse
Für Teilnahmen bis 2006 siehe serbisch-montenegrinische Männer-Handballnationalmannschaft.

### Olympische Spiele
- Olympische Spiele 2008: nicht qualifiziert
- Olympische Spiele 2012: 9. Platz (von 12 Mannschaften)

Kader: Darko Stanić (5 Spiele/0 Tore), Dragan Marjanac (5/0), Dobrivoje Marković (3/0), Bojan Beljanski (5/2), Nikola Manojlović (5/4), Momir Rnić (5/5), Nenad Vučković (5/6), Dalibor Čutura (5/6), Žarko Šešum (3/6), Rajko Prodanović (5/10), Alem Toskić (5/12), Ivan Nikčević (5/14), Ivan Stanković (5/14), Momir Ilić (5/19), Marko Vujin (5/22). Trainer: Veselin Vuković.
- Olympische Spiele 2016: nicht qualifiziert
- Olympische Spiele 2020: nicht qualifiziert

### Weltmeisterschaften
- Weltmeisterschaft 2007: nicht qualifiziert
- Weltmeisterschaft 2009: 08. Platz (von 24 Mannschaften)

Kader: Darko Stanić (9 Spiele/0 Tore), Dimitrije Pejanović (9/0), Savo Mešter (1/0), Ivan Nikčević (2/4), Danijel Anđelković (4/7), Nikola Kojić (9/8), Marko Ćuruvija (8/11), Rajko Prodanović (9/14), Ratko Nikolić (8/14), Alem Toskić (9/15), Dobrivoje Marković (6/17), Žarko Šešum (9/19), Nenad Vučković (8/21), Aleksandar Stojanović (8/23), Marko Vujin (9/37), Mladen Bojinović (9/38), Momir Ilić (9/52). Trainer: Jovica Cvetković.
- Weltmeisterschaft 2011: 10. Platz (von 24 Mannschaften)

Kader: Darko Stanić (9 Spiele/0 Tore), Dimitrije Pejanović (5/0), Dragan Marjanac (4/0), Danimir Ćurković (9/0), Nemanja Pribak (2/0), Uroš Vilovski (9/1), Mladen Bojinović (7/6), Alem Toskić (9/10), Nenad Vučković (9/12), Dobrivoje Marković (9/13), Momir Rnić (9/15), Ivan Stanković (9/16), Žarko Šešum (9/18), Rajko Prodanović (9/18), Rastko Stojković (9/19), Ivan Nikčević (9/22), Momir Ilić (9/40), Marko Vujin (9/56). Trainer: Veselin Vuković.
- Weltmeisterschaft 2013: 10. Platz (von 24 Mannschaften)

Kader: Darko Stanić (5 Spiele/0 Tore), Ivan Gajić (5/0), Marko Krsmančić (1/1), Bogdan Radivojević (2/2), Miloš Dragaš (6/2), Mijajlo Marsenić (5/3), Nenad Vučković (6/3), Nemanja Ilić (4/5), Uroš Mitrović (5/5), Nemanja Zelenović (4/6), Ivan Stanković (6/8), Alem Toskić (6/10), Žarko Šešum (6/11), Petar Nenadić (6/17), Marko Vujin (6/21), Ivan Nikčević (6/21), Rajko Prodanović (6/22), Momir Ilić (6/33). Trainer: Veselin Vuković.
- Weltmeisterschaft 2015: nicht qualifiziert
- Weltmeisterschaft 2017: nicht qualifiziert
- Weltmeisterschaft 2019: 18. Platz (von 24 Mannschaften)

Kader: Dejan Milosavljev (5 Spiele/0 Tore), Svetislav Verkić (4/0), Vladimir Cupara (5/1), Nemanja Obradović (7/1), Nemanja Zelenović (1/2), Milan Milić (5/3), Miloš Orbović (7/5), Zoran Nikolić (7/5), Miljan Pušica (7/6), Draško Nenadić (7/6), Ivan Mošić (7/11), Vukašin Vorkapić (7/16), Mijajlo Marsenić (7/18), Stefan Vujić (7/19), Lazar Kukić (7/20), Vanja Ilić (7/22), Nemanja Ilić (7/25), Bogdan Radivojević (7/27). Trainer:  Nenad Peruničić.
- Weltmeisterschaft 2021: nicht qualifiziert
- Weltmeisterschaft 2023: 11. Platz (von 32 Mannschaften)

Kader: Vladimir Cupara (6 Spiele/0 Tore), Dejan Milosavljev (4/0), Milan Bomaštar (2/0), Ilija Abutović (6/0), Ivan Popović (2/0), Jovica Nikolić (2/3), Predrag Vejin (2/3), Stefan Dodić (6/5), Vanja Ilić (6/8), Uroš Borzaš (6/9), Lazar Kukić (6/14), Vukašin Vorkapić (6/15), Marko Milosavljević (6/15), Dragan Pechmalbec (6/16), Mijajlo Marsenić (6/19), Miloš Orbović (6/19), Petar Đorđić (6/20), Nemanja Ilić (6/21), Bogdan Radivojević (6/25). Trainer:  Antoni Gerona.

### Europameisterschaften
- Europameisterschaft 2008: nicht qualifiziert
- Europameisterschaft 2010: 13. Platz (von 16 Mannschaften)

Kader: Darko Stanić (3 Spiele/0 Tore), Dejan Perić (3/0), Dimitrije Pejanović (3/0), Ivan Lapcević (3/0), Danijel Anđelković (3/1), Petar Nenadić (3/2), Ivan Nikčević (3/2), Uroš Vilovski (3/2), Dobrivoje Marković (3/3), Nikola Kojić (3/4), Alem Toskić (3/7), Aleksandar Stojanović (2/7), Ivan Stanković (3/11), Nenad Vučković (3/14), Momir Ilić (3/15), Žarko Šešum (3/15). Trainer:  Sead Hasanefendić.
- Europameisterschaft 2012:  2. Platz (von 16 Mannschaften)

Kader: Darko Stanić (8 Spiele/0 Tore/All-Star), Dragan Marjanac (8/0), Momir Rnić (3/0), Bojan Beljanski (8/1), Miloš Kostadinović (3/1), Petar Nenadić (5/3), Dobrivoje Marković (8/4), Nikola Manojlović (8/4), Nenad Vučković (5/5), Rastko Stojković (8/9), Ivan Stanković (8/10), Žarko Šešum (8/10), Alem Toskić (8/11), Dalibor Čutura (8/12), Rajko Prodanović (8/20), Ivan Nikčević (8/23), Marko Vujin (8/29), Momir Ilić (8/34/Bester Spieler). Trainer: Veselin Vuković.

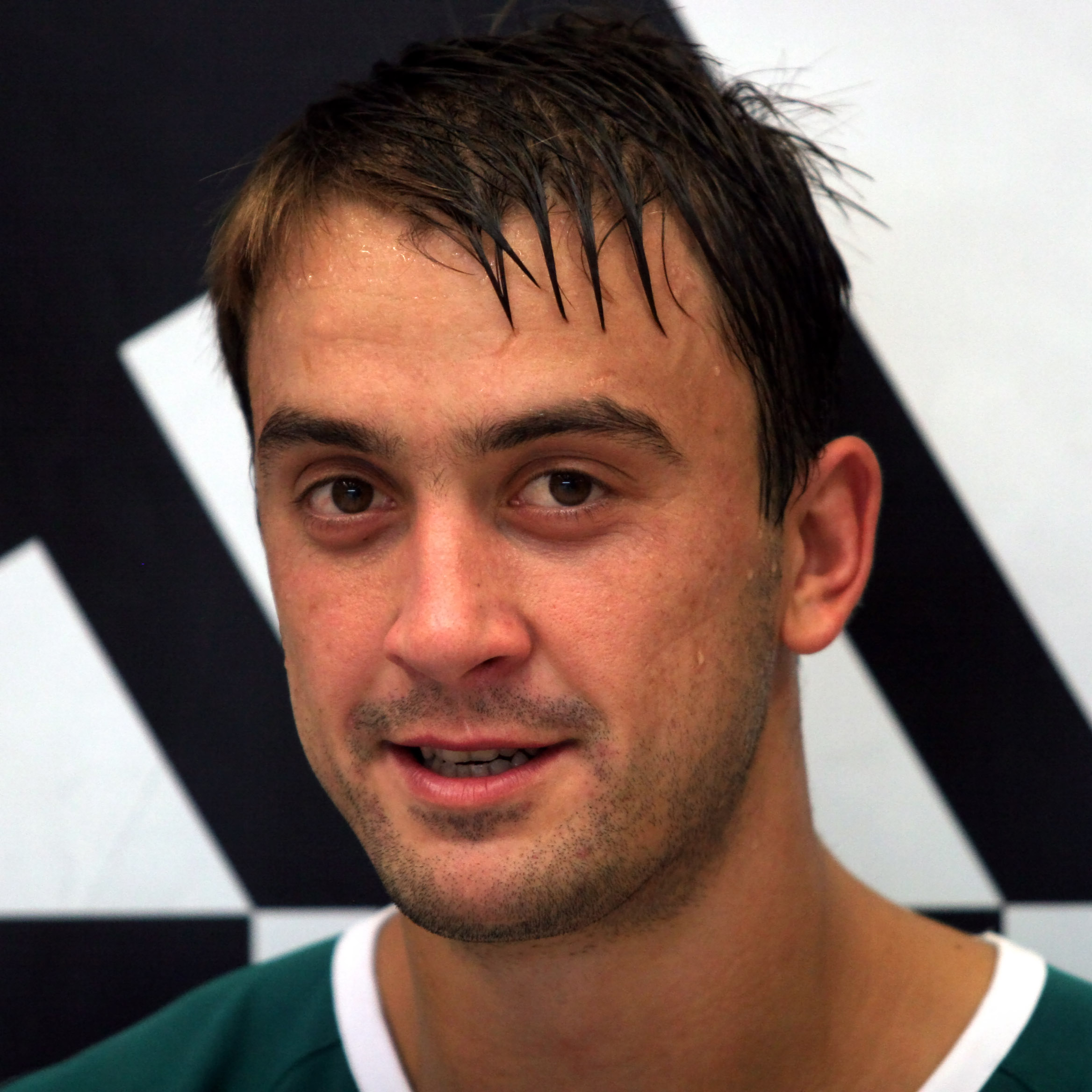
Momir Ilić, wertvollster Spieler der Euro 2012.

- Europameisterschaft 2014: 13. Platz (von 16 Mannschaften)

Kader: Darko Stanić (3 Spiele/0 Tore), Strahinja Milić (2/0), Slaviša Đukanović (1/0), Bogdan Radivojević (3/0), Nikola Manojlović (3/1), Draško Nenadić (3/1), Uroš Mitrović (3/2), Nemanja Ilić (3/3), Alem Toskić (3/4), Rajko Prodanović (3/4), Momir Rnić (3/6), Momir Ilić (3/7), Rastko Stojković (3/7), Nemanja Zelenović (3/7), Ivan Nikčević (3/10), Marko Vujin (3/10), Petar Nenadić (3/11). Trainer: Vladan Matić.
- Europameisterschaft 2016: 15. Platz (von 16 Mannschaften)

Kader: Darko Stanić (3 Spiele/0 Tore), Slaviša Đukanović (2/0), Dragan Marjanac (1/0), Miljan Pušica (3/0), Ilija Abutović (3/0), Uroš Elezović (3/0), Bojan Beljanski (3/1), Filip Marjanović (3/1), Miloš Orbović (3/1), Novak Bošković (3/3), Mijajlo Marsenić (3/4), Momir Rnić (3/6), Darko Ðukić (3/6), Nemanja Zelenović (3/8), Ivan Nikčević (3/15), Žarko Šešum (3/18), Petar Nenadić (3/18). Trainer: Dejan Perić.
- Europameisterschaft 2018: 12. Platz (von 16 Mannschaften)

Kader: Vladimir Cupara (6 Spiele/0 Tore), Tibor Ivanišević (6/0), Nikola Crnoglavac (4/0), Darko Stevanović (2/0), Marko Vujin (2/1), Nemanja Obradović (6/2), Stefan Vujić (6/2), Dobrivoje Marković (4/4), Vanja Ilić (1/4), Petar Đorđić (6/7), Bogdan Radivojević (6/10), Darko Ðukić (6/10), Mijajlo Marsenić (6/10), Milan Jovanović (5/10), Bojan Beljanski (6/13), Žarko Šešum (6/16), Nemanja Ilić (6/18), Nemanja Zelenović (6/20), Petar Nenadić (6/30). Trainer: Jovica Cvetković.
- Europameisterschaft 2020: 20. Platz (von 24 Mannschaften)

Kader: Vladimir Cupara (3 Spiele/0 Tore), Tibor Ivanišević (3/0), Aleksa Kolaković (2/0), Ivan Mošić (3/1), Živan Pešić (3/1), Mijajlo Marsenić (3/3), Nikola Crnoglavac (3/3), Milan Đukić (3/3), Zoran Nikolić (3/3), Nemanja Ilić (3/4), Miljan Pušica (3/4), Stefan Vujić (1/4), Vanja Ilić (3/5), Nemanja Zelenović (3/7), Stevan Sretenović (3/8), Lazar Kukić (3/11), Bogdan Radivojević (3/15). Trainer:  Nenad Peruničić.
- Europameisterschaft 2022: 14. Platz (von 24 Mannschaften)

Kader: Vladimir Cupara (3 Spiele/0 Tore), Tibor Ivanišević (3/1), Milan Bomaštar (3/0), Mihajlo Mitić (1/0), Petar Đorđić (1/0), Danilo Radović (2/0), Živan Pešić (3/0), Vanja Ilić (2/1), Stevan Sretenović (3/3), Miloš Orbović (3/3), Marko Milosavljević (3/3), Uroš Borzaš (3/4), Mladen Šotić (3/5), Dragan Pechmalbec (3/5), Darko Ðukić (3/6), Mijajlo Marsenić (3/8), Bogdan Radivojević (3/13), Lazar Kukić (3/15). Trainer:  Antoni Gerona.
- Europameisterschaft 2024: 19. Platz (von 24 Mannschaften)

## Weitere Turnierteilnahmen
(Auswahl)

### Mittelmeerspiele
Bei den Mittelmeerspielen in verschiedenen Ländern des Mittelmeerraumes ist Handball seit 1967, mit Ausnahme von 1971, fester Bestandteil. Dort erreichte die Auswahl folgende Platzierungen:
- Mittelmeerspiele 2009:  1. Platz (von 9 Mannschaften)

Kader: Dragan Marjanac, Veljko Inđić, Jožef Holpert, Žarko Šešum, Momir Rnić, Savo Mešter, Aleksandar Stojanović, Dragan Počuča, Dragan Tubić, Dobrivoje Marković, Petar Nenadić, Tomislav Stojković, Rajko Prodanović, Petar Đorđić, Nenad Malencić, Uroš Vilovski. Trainer: Jovica Cvetković.
- Mittelmeerspiele 2013: 6. Platz (von 10 Mannschaften)
- Mittelmeerspiele 2018: 8. Platz (von 13 Mannschaften)

Kader: Vukašin Vorkapić, Stevan Sretenović, Nemanja Ratković, Milan Milić, Dejan Milosavljev, Vladimir Jevtić, Mladen Šotić, Nemanja Živković, Aleksandar Milenković, Viktor Matičić, Borivoje Đukić, Milan Vučković, Aleksandar Babić, Darko Stevanović. Trainer: ?.
- Mittelmeerspiele 2022:  3. Platz (von 10 Mannschaften)

Kader: Milan Bomaštar, Uroš Borzaš, Milan Golubović, Miloš Grozdanić, Todor Jandrić, Uroš Kojadinović, Milan Milić, Marko Milosavljević, Uroš Pavlović, Stefan Petrić, Ivan Popović, Veljko Popović, Mladen Šotić, Andrej Trnavac, Marko Vignjević, Vukašin Vorkapić. Trainer:  Antoni Gerona.

### World Cup
Beim World Cup (1971–2010) in Schweden sowie teilweise in Norwegen und Deutschland, erreichte die Auswahl folgende Platzierung:
- World Cup 2006: 6. Platz (von 8 Mannschaften)

Kader: Dragan Marjanac, Vladimir Perišić, Nikola Kojić, Žarko Šešum, Dobrivoje Marković, Nenad Vučković, Aleksandar Stojanović, Vladica Stojanović, Alem Toskić, Vukašin Rajković, Mladen Bojinović, Marinko Kekezović, Rajko Prodanović, Rastko Stojković, Momir Ilić, Ratko Nikolić, Nikola Manojlović. Trainer: Jovica Cvetković.

### Supercup
Beim Supercup (1979–2015) in Deutschland erreichte die Auswahl folgende Platzierungen:
- Supercup 2007: 6. Platz (von 6 Mannschaften)

Kader: Dane Sijan, Vladimir Perišić, Dimitrije Pejanović, Rastko Stojković, Žarko Marković, Žarko Šešum, Milan Ćorović, Vukašin Rajković, Bojan Beljanski, Mladen Bojinović, Petar Nenadić, Rajko Prodanović, Stojanović, Momir Rnić, Aleksandar Stanojević, Ivan Nikčević. Trainer: Jovica Cvetković.
- Supercup 2015: 4. Platz (von 4 Mannschaften)

Kader: Obrad Ivezić, Miroslav Kocić, Dragan Marjanac, Darko Ðukić, Petar Đorđić, Rastko Stojković, Nemanja Ilić, Momir Rnić, Nemanja Zelenović, Dalibor Čutura, Ilija Abutović, Mijajlo Marsenić, Ivan Stanković, Marko Vujin, Uroš Elezović, Ivan Nikčević. Trainer: Dejan Perić.

### Golden League
Bei der Golden League, ausgetragen in Dänemark, Norwegen und Frankreich, erreichte die Auswahl folgende Platzierung:
- Golden League 2019/20, 2. Turnier: 4. Platz (von 4 Mannschaften)

### Challenge Georges-Marrane
Bei der Challenge international Georges-Marrane in Frankreich, einem vom Pariser Verein US Ivry HB ausgerichteten Turnier, erreichte die Auswahl folgende Platzierung:
- 2009: 1. Platz

### Yellow Cup
Beim Yellow Cup in der Schweiz erreichte die Auswahl folgende Platzierung:
- Yellow Cup Dezember 2017: 4. Platz (von 4 Mannschaften)

## Spieler und Trainer

### Aktueller Kader
| Nr. | Spieler             | Geburtstag | Alter | Position        | Größe  | Gewicht | Verein                        | Lsp. | Tore |
| --- | ------------------- | ---------- | ----- | --------------- | ------ | ------- | ----------------------------- | ---- | ---- |
| 11  | Ilija Abutović      | 02.08.1988 | 35    | Rückraum links  | 2,02 m | 90 kg   | C’ Chartres Métropole HB      | 52   | 22   |
| 99  | Milan Bomaštar      | 10.07.1999 | 24    | Torhüter        | 2,01 m | 98 kg   | C’ Chartres Métropole HB      | 18   | 0    |
| 13  | Uroš Boržas         | 28.07.1999 | 24    | Rückraum links  | 1,98 m | 101 kg  | RK Eurofarm Pelister          | 28   | 51   |
| 1   | Vladimir Cupara     | 19.02.1994 | 29    | Torhüter        | 1,99 m | 116 kg  | Dinamo Bukarest               | 64   | 4    |
| 7   | Đordje Đekić        | 28.08.1993 | 30    | Rückraum Mitte  | 1,89 m | 90 kg   | US Créteil HB                 | 4    | 3    |
| 44  | Petar Đorđić        | 17.09.1990 | 33    | Rückraum links  | 1,95 m | 97 kg   | Sport Lisboa e Benfica        | 36   | 86   |
| 45  | Darko Đukić         | 11.12.1994 | 29    | Rechtsaußen     | 1,94 m | 86 kg   | RK Vardar Skopje              | 54   | 134  |
| 6   | Mirko Đurović       | 02.03.2000 | 23    | Rückraum Mitte  | 1,90 m | 92 kg   | Club Balonmano Benidorm       | 5    | 17   |
| 2   | Mateja Dodić        | 14.04.2003 | 20    | Rechtsaußen     | 1,88 m | 82 kg   | Metaloplastika Šabac          | 0    | 0    |
| 69  | Miloš Grozdanić     | 18.02.1995 | 28    | Linksaußen      | 1,87 m | 85 kg   | Dinamo Pančevo                | 11   | 29   |
| 19  | Nemanja Ilić        | 11.05.1990 | 33    | Linksaußen      | 1,76 m | 75 kg   | Fenix Toulouse Handball       | 137  | 374  |
| 21  | Vanja Ilić          | 25.02.1993 | 30    | Linksaußen      | 1,85 m | 81 kg   | C’ Chartres Métropole HB      | 83   | 210  |
| 12  | Todor Jandrić       | 02.06.1998 | 25    | Torhüter        | 1,99 m | 105 kg  | US Créteil HB                 | 3    | 0    |
| 4   | Marko Jevtić        | 17.10.2001 | 22    | Kreisläufer     | 1,96 m | 105 kg  | Bidasoa Irun                  | 2    | 0    |
| 15  | Uroš Kojadinović    | 26.09.2000 | 23    | Rechtsaußen     | 1,87 m | 92 kg   | RK Partizan Belgrad           | 8    | 21   |
| 10  | Aleksa Kolaković    | 10.08.1997 | 26    | Rückraum Mitte  | 1,89 m | 100 kg  | C’ Chartres Métropole HB      | 17   | 11   |
| 5   | Miloš Kos           | 01.08.2002 | 21    | Rückraum links  | 1,92 m | 93 kg   | RK PPD Zagreb                 | 6    | 14   |
| 24  | Lazar Kukić         | 12.12.1995 | 28    | Rückraum Mitte  | 1,88 m | 90 kg   | Dinamo Bukarest               | 53   | 187  |
| 93  | Mijajlo Marsenić    | 09.03.1993 | 30    | Kreisläufer     | 2,02 m | 108 kg  | Füchse Berlin                 | 118  | 318  |
| 96  | Dejan Milosavljev   | 16.03.1996 | 27    | Torhüter        | 1,96 m | 135 kg  | Füchse Berlin                 | 63   | 2    |
| 14  | Marko Milosavljević | 13.09.1998 | 25    | Rückraum links  | 2,01 m | 96 kg   | Ademar León                   | 26   | 55   |
| 29  | Matija Nikolić      | 29.08.2001 | 22    | Rückraum links  | 1,88 m | 90 kg   | RK Vardar Skopje              | 0    | 0    |
| 22  | Miloš Orbović       | 02.11.1993 | 30    | Rückraum rechts | 1,93 m | 99 kg   | HC Kriens-Luzern              | 25   | 39   |
| 46  | Dragan Pechmalbec   | 05.01.1996 | 28    | Kreisläufer     | 1,94 m | 96 kg   | Telekom Veszprém              | 23   | 66   |
| 9   | Stefan Petrić       | 14.01.2001 | 22    | Rückraum links  | 1,97 m | 95 kg   | RK Vardar Skopje              | 6    | 5    |
| 18  | Ivan Popović        | 21.03.1994 | 29    | Kreisläufer     | 1,95 m | 101 kg  | Club Deportivo Torrebalonmano | 4    | 3    |
| 20  | Miljan Pušica       | 30.06.1991 | 32    | Rückraum links  | 2,02 m | 105 kg  | RK Vojvodina                  | 39   | 16   |
| 17  | Bogdan Radivojević  | 02.03.1993 | 30    | Rechtsaußen     | 1,92 m | 90 kg   | RK Eurofarm Pelister          | 82   | 233  |
| 37  | Danilo Radović      | 14.06.2000 | 23    | Rückraum links  | 1,95 m | 97 kg   | GWD Minden                    | 9    | 5    |
| 33  | Luka Rogan          | 04.07.2003 | 20    | Kreisläufer     | 1,94 m | 104 kg  | RK Vojvodina                  | 3    | 5    |
| 27  | Marko Srdanović     | 27.03.1998 | 25    | Linksaußen      | 1,83 m | 78 kg   | RK Vardar Skopje              | 2    | 1    |
| 16  | Andrej Trnavac      | 13.12.1998 | 25    | Torhüter        | 1,87 m | 96 kg   | RK Vojvodina                  | 5    | 0    |
| 23  | Predrag Vejin       | 17.12.1992 | 31    | Rückraum rechts | 1,96 m | 95 kg   | RK Nexe Našice                | 16   | 28   |
| 3   | Vukašin Vorkapić    | 01.10.1997 | 26    | Rechtsaußen     | 1,88 m | 88 kg   | RK Vojvodina                  | 32   | 65   |
| 25  | Nemanja Zelenović   | 27.02.1990 | 33    | Rückraum rechts | 1,94 m | 93 kg   | HSG Wetzlar                   | 94   | 274  |

### Bisherige Trainer
| Zeitraum    | Nation     | Trainer            |
| ----------- | ---------- | ------------------ |
| 2006        | Serbien    | Jovica Elezović    |
| 2006–2009   | Serbien    | Jovica Cvetković   |
| 2009–2010   | Kroatien   | Sead Hasanefendić  |
| 2010–2013   | Serbien    | Veselin Vuković    |
| 2013        | Schweden   | Ljubomir Vranjes   |
| 2013–2014   | Serbien    | Vladan Matić       |
| 2014–2016   | Serbien    | Dejan Perić        |
| 2016–2018   | Serbien    | Jovica Cvetković   |
| 2018        | Serbien    | Ljubomir Obradović |
| 2018–2020   | Montenegro | Nenad Peruničić    |
| 2020–1/2024 | Spanien    | Antoni Gerona      |
| seit 2/2024 | Serbien    | Boris Rojević      |